# Mönchstraße 40 (Stralsund)
Das Gebäude Mönchstraße 40 in Stralsund ist ein denkmalgeschütztes Bauwerk in der Mönchstraße, Ecke Apollonienmarkt.

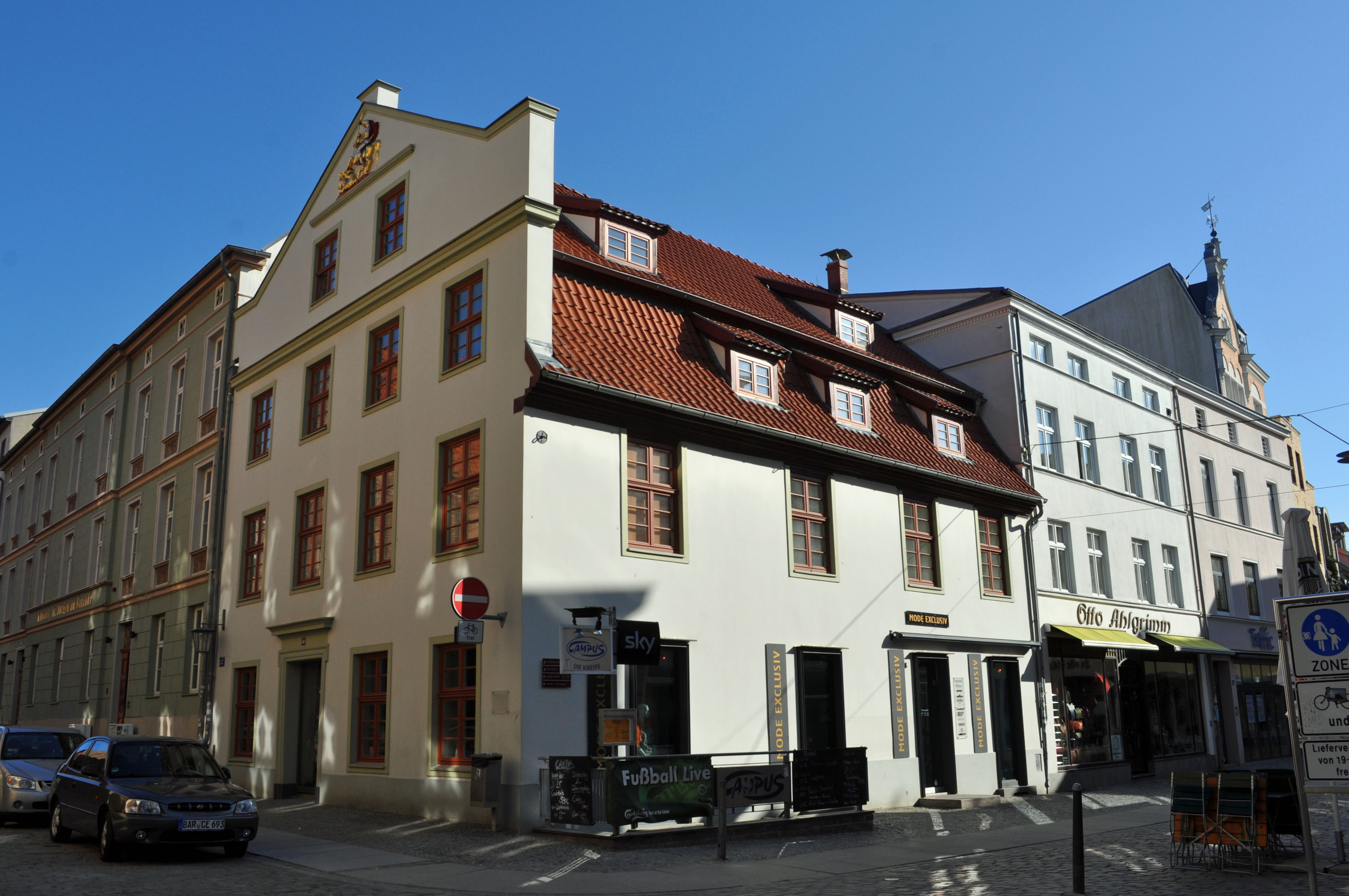
Haus Mönchstraße 40 in Stralsund (2012)

Das zweigeschossige, mit seinem Giebel zur Mönchstraße stehende Haus wurde Ende des 18. Jahrhunderts errichtet. Es bildete eine Ergänzung des benachbarten so genannten Klosters St. Jürgen am Strande, des Hauses mit der Hausnummer 41. Der Dreiecksgiebel des Putzbaus wurde am Anfang des 19. Jahrhunderts umgestaltet, an ihm ist ein Relief des Drachentöters St. Jürgen angebracht. Das Haus weist sowohl zur Mönchstraße als auch zum Apollonienmarkt vier Achsen auf; zum Apollonienmarkt hin ist es traufständig.
Das Haus im Kerngebiet des von der UNESCO als Weltkulturerbe anerkannten Stadtgebietes des Kulturgutes „Historische Altstädte Stralsund und Wismar“ ist in die Liste der Baudenkmale in Stralsund eingetragen.